# Ron Thomas (aktor)
Ron Thomas, właściwie Ronald Lee Thomas (ur. 15 listopada 1961 w Reno) – amerykański aktor i praktyk sztuk walki, znany między innymi z roli Bobby’ego Browna w serii Karate Kid. W 2000 roku, w filmie dokumentalnym Race for the Poles, zagrał autentyczną postać Roberta Scotta.

## Filmografia
- 1979: Fyre – brat
- 1983: The Best of Times – student
- 1984: Karate Kid – Bobby Brown
- 1986: Karate Kid II – Bobby Brown
- 1987: Night Screams – D.B.
- 1987: Wielki zakład – Norman
- 1990: Across the Killing Bay – pilot helikoptera
- 2000: Race for the Poles (film dokumentalny) – Robert Scott
- 2011: Tosh.0 – Bobby Brown
- 2014: The Extendables – Mark
- 2019–2021: Cobra Kai – Bobby Brown